# الشراع الكبير (رواية)
الشراع الكبير رواية خليجية رائدة، تاريخية المضمون ذات حدث سياسي، بدأ كتابتها الأديب الرائد عبد الله بن محمد الطائي في عام 1971 أنهى كتابتها في عامه الأخير وذلك بعام 1973م.

## الزمان والمكان
يعود كاتب الرواية إلى عهد حكم اليعاربة لعُمان وذلك في القرنين الخامس والسادس عشر الميلاديين. وقد استمر زمن الحدث في هذه الرواية طيلة زمن الصراع الممتد، منذ اجتياح البرتغال الموانئ العربية وذلك في بداية القرن الخامس عشر، حتى خروجهم منها في منتصف القرن السادس عشر. وهكذا تدور أحداث الرواية ساردة الواقع التاريخي وما به من معاناة ومقاومة للعدو المحتل، وموثقةً كذلك الحالة المعيشية في عمان العريقة وعادات شعبها العربي المسلم وذلك يتجسد بصلاة الجماعة وقراءة القرآن الكريم وتداول الأشعار الشعبية وتناول القهوة في المجالس. كما أدرج الطائي من خلال روايته بعض المفردات الشعبية العُمانية والأعراف الاجتماعية التي تستحوذ اهتمام المجتمع العُماني كالحفاظ على النسب والهوية العربية والتمسك بموروث العقلية الإسلامية وغير ذلك من الأمور التي يعتني بها عرب الخليج. وفي ظل ذلك الحدث السياسي نفسه، يصور لنا صاحب الرواية تركيبة المجتمع العُماني آنذاك بما فيه من فئات قبلية وأقليات أجنبية، موضحًا الرابط الوطني الذي يجمع بين هؤلاء جميعًا. وكما أن الطائي يعزز رابط الوطن بين العمانيين والجاليات الأجنبية فيه، إلا أنه يشرك كذلك العرف الديني كمقوم تُؤسس به الروابط الاجتماعية وهو المقوم ذاته الذي يفصل بين الشعب والمحتل –عقيدة الولاء والبراء- الإسلامية. تجدر الإشارة أن في طي الرواية معالم جغرافية وأثرية عديدة كمثل الحصون والقلاع والسهول والجبال والوديان والمناطق الصحراوية والبحرية حيث دارت الأحداث المركزية في ذلك التاريخ السياسي مما يجعل الرواية بمثابة المعرف السياسي الذي يعرف بمناطق عمان ومعالمها الأثرية التي لازلنا نشاهدها في زماننا هذا، ويجعلك تعيش الحدث متمثلًا بعبق التاريخ وأصالته في عمان الأبية التي تعرق حبها في دم الطائي ونبضات قلبه.

## مسار الشخصيات وتناسقه مع الحوار
من الجميل أن نشير إلى مقدرته في ربط العلاقة بين الشخصيات في روايته على ثلاثة أشكال. الشكل الأول: هو ارتباط جيل الأجداد بجيل الأحفاد؛ جيل الأجداد هو الجيل الأول الذي شهد دخول البرتغال إلى الموانئ العربية وهو الجيل الذي استفتح به الطائي روايته، أما الجيل الثاني فهو جيل الأحفاد الذي حمل رسالة الأجداد وقاوم المحتل حتى نهاية القصة الثورة. فالمجاهد«برهام» مثلاً هو حفيد «الشيخ حسن» الذي فر بأهله من البرتغال إثر هجومهم على جزيرة سقطرة. إذن فالعلاقة بين الجيل الأول والجيل الثاني هي علاقة التاريخ بالنسب وقد أطعمت هذه العلاقة بالمبادئ العربية والإسلامية التي ترفض الاحتلال وتقاومه فكانت هذه المبادئ القاسم المشترك والمتوارث الذي يأبى أصحابه الميامين بالمساومة عليه.الشكل الثاني: كان التجانس والموائمة بين الأقليات الأجنبية والعمانيين أنفسهم، فقد اعتنى الطائي برسم وحدة قائمة بينهم على حدود الوطن الذي حواهم آمنين قبل توغل المحتل ولعل هذا الشكل يرمز إلى العلاقة الكريمة التي تكون بين المواطن وضيفه الأجنبي وإلى الدور النبيل الذي ينبغي على الأقليات التحلي به في سبيل الأرض التي رزقوا من خيراتها. ومن الأمثلة التي تدل على هذا الشكل ما قاله المجاهد محمد لصديق والده وهو تاجرٌ هنديّ مقيم في عمان منذ زمن:
«نحن نعرف علاقتكم بهذه المدينة، نعرف أن لكم فيها مصالح، ونعرف أنكم تعطفون على حركتنا وتكرهون البرتغال.»
أما الشكل الأخير: فهو الرابط بين الشعب والمحتل حيث تترجم فيه المبادئ التي صقلها الإسلام في النفوس العربية الأبية فزادها عزًا ومدها مجدًا فكما يقول المبعوث العماني إلى الدولة العثمانية موضحًا الهدف من محاربة البرتغاليين:
«حركتنا تتناسب مع أهداف الدولة العثمانية في قطع دابر التدخل في أرض المسلمين جميعًا، وقد علم الإمام ناصر أن هنالك صداقة بينكم وبين البرتغال قامت منذ خمسة عشر عامًا، ولا ندري كيف توفقون بين رغبتنا في إجلاء الأجنبي عن بلادنا وبين تعاونكم معه. إلا أننا واثقون أن السلطان العثماني لا يرضى باحتلال بلد إسلامي، بل لا يقبل أن يكون صديقًا لدولة حاربته بالأمس واحتلت أرض إخوانه.»

## المبادئ والموروث الثقافي
لعبت الشخصيات البطولية الأساسية وحتى الثانوية دورًا في إبراز رؤى وفكر الأديب الأستاذ عبد الله الطائي. لم تكن شخصيات عُمانية أو عربية فحسب فإنا نراه بذلك الماضي القريب يستنطق المجد بذكر رموز الإسلام من الماضي البعيد أمثال طارق بن زياد البربري وصلاح الدين الأيوبي الكردي ليصبح التاريخ الإسلامي ورموزه جزء من أحداث قصة الثورة العمانية ومثلاً ممتدًا للصراع القائم بين دول الاحتلال الصليبي والعالم الإسلامي. وقد كانت حوارات أبطال الرواية مفعمة بالوعي والفكر الإسلامي الرباني. ومن ذلك نقتبس التالي:
«إن قدر عمان اليوم أن تحفظ الدين الإسلامي في هذه المنطقة، وإن الخطر الذي يصل إلى جارك واصل إليك لامحالة، إن أجزاء من الوطن العماني اليوم محتلة من قبل البرابرة دعاة الفوضى والكفر، فيجب علينا أن نقاومها، وإن سكوت الجار أو ابن العم أو ابن الدين ليس معناه أن نتركه وشأنه، لأني بذلك أترك ديني وأشيع الفوضى على حدود بيتي، وإن تنصروا الله ينصركم ويثبت أقدامكم.»
تضمنت الرواية آيات عديدة من الذكر الحكيم يوظفها الطائي في قصة الثورة العمانية وأبرزها آيات مقتبسة من مقدمة سورة التوبة وهي السورة التي حرض الله في كثير من مواضعها المسلمين على القتال لنصرة الدين وأهله. إضافة على ذلك، يذكر الروائي في مواقع أخرى دور التوعية الدينية في حفظ الرسالة وصون الوطن. كما استحضر الطائي مفهوم الشورى الإسلامية في القيادة السياسية والتي كان لها الدور التاريخي في محاربة البرتغال وتكاتف الشعب بمختلف مذاهبه وقبائله. والقارئ لفكر الطائي في الرواية يستشف - بلا منازع - ازدياد مؤشرات الفكر الإسلامي عند الطائي على الفكر القومي الذي كان قد بدأ به كتاباته الأدبية من خلال الألفاظ والرؤى المستخدمة في هذه الرواية وكذلك من خلال ديوانه الشعري الأخير «وداعا أيها الليل الطويل» وقد لا يكون ذلك الازدياد دحرًا لقوميته ولكن توافقًا أو موازنة وحدوية على غير خلاف. لعل أبرز مدلول على ذلك هو اعتناء الطائي بترسيخ عقيدة السلم والحرب الإسلامية في الرواية بشكل مستمر. كما لم يغب الفكر القومي عن الرواية ومثال على ذلك تسمية إحدى السفن باسم «21 نوفمبر» وذلك بالتاريخ الذي أعلن به العرب التعاون الثوري ضد البرتغال، وأخيرًا حديث البحارة عن جمهورية مصر التي كانت في عصر الطائي تقود القومية العربية.

## الرمز في الرواية
إن تسريب المبادئ والمفاهيم الإسلامية والعربية سمة أساسية في الرواية فالشراع الكبير يرمز إلى الوحدة المستنبطة من الآية الكريمة التي تقول «واعتصموا بحبل الله جميعًا ولا تفرقوا». هي وحدة المصير ومعتقد في منطقة الخليج العربي الموحد، وقد اعتنى الطائي بمفهوم الوحدة منذ بداية الرواية حتى نهايتها ذلك أنه يمثل تقبلها واختلافها مع مبادئ ومفاهيم الأجانب من مثل الجالية الهندية والغازي البرتغالي. ومن اطلع على سيرة الأديب الطائي لوقف على محطاته النضالية في القضايا العربية المختلفة التي شغلته ثم استشعر الأبيات التالية التي قالها في إحدى قصائده:
حملت روايته قضية كما حمل شعره قضية.. هو أديب قضية والقضايا تنصر بأصحاب المبادئ.

## نقاط متفرقة
- تبلغ عدد صفحات الرواية مائة وثلاث وستون صفحة وأحسب أنه إنتاجًا أدبيًا آخر يمثل الثقافة التاريخية لدى الطائي كالتي مثلها مسبقًا برواية «ملائكة الجبل الأخضر».
- لا تخلو رواية «الشراع الكبير» من القصائد والأبيات الشعرية التي تفيد غرض تصوير الحياة الشعبية في عمان والبعد السياسي في ذلك العصر.
- يذكر الطائي ضمن أحداث الرواية بعض الأدوار والمواقف التي قام بها رموز الثورة أمثال الإمام ناصر بن مرشد مؤسس دولة اليعاربة وقادة جيوش المقاومة.
- من يتفكر بالحوارات الجارية بين الشخصيات في القصة ليستنتج الحنكة السياسية لدى الطائي والثقافة التاريخية ليس على الصعيد العماني فحسب وإنما على الصعيد العربي عامة.
- يؤمن الطائي بضرورة تقبل مبادئ ومفاهيم الأقليات الأجنبية بل أنه لا يهمل الجانب العاطفي لدى المحتل رغم تركيزه على قضايا أمته ومحاربة العدو الباغي للحفاظ على مبادئ ومفاهيم الوطن وهذا يعكس ثقافته العالية ووعيه الراشد.
- لغة الرواية سهلة وواضحة، ولا تخرج عن المنحى التاريخي لكتابة الرواية.

## وصلات خارجية
- رواية الشراع الكبير كاملة من موقع الأديب عبد الله الطائي
- لإستعارة الرواية من مكتبة جامعة الملك سعود بالرياض